# 田怡 (光緒進士)
田怡（?—?），河南省開封府祥符縣人，清朝政治人物、同進士出身。
光緒三年（1877年），参加丁丑科殿試，登進士三甲第101名。同年五月，授內閣中書。